# Вчерашний расцвет
«Вчерашний расцвет» (нем. Die Blumen von gestern) — немецко-австрийская комедия 2016 года режиссёра Криса Крауса. Главные роли исполнили Адель Анель и Ларс Айдингер. Мировая премьера состоялась 25 октября 2016 года на 50-м Международном фестивале Hof Film.

## Сюжет
Герой занимается изучением событий Холокоста и готовится к участию в конгрессе. Ему назначена помощница — Зази, девушка еврейского происхождения с явно выраженной тевтофобией (навязчивый страх всего германского). Вместе им предстоит сделать ряд неожиданных открытий, которые в корне изменят жизнь героя.

## В ролях

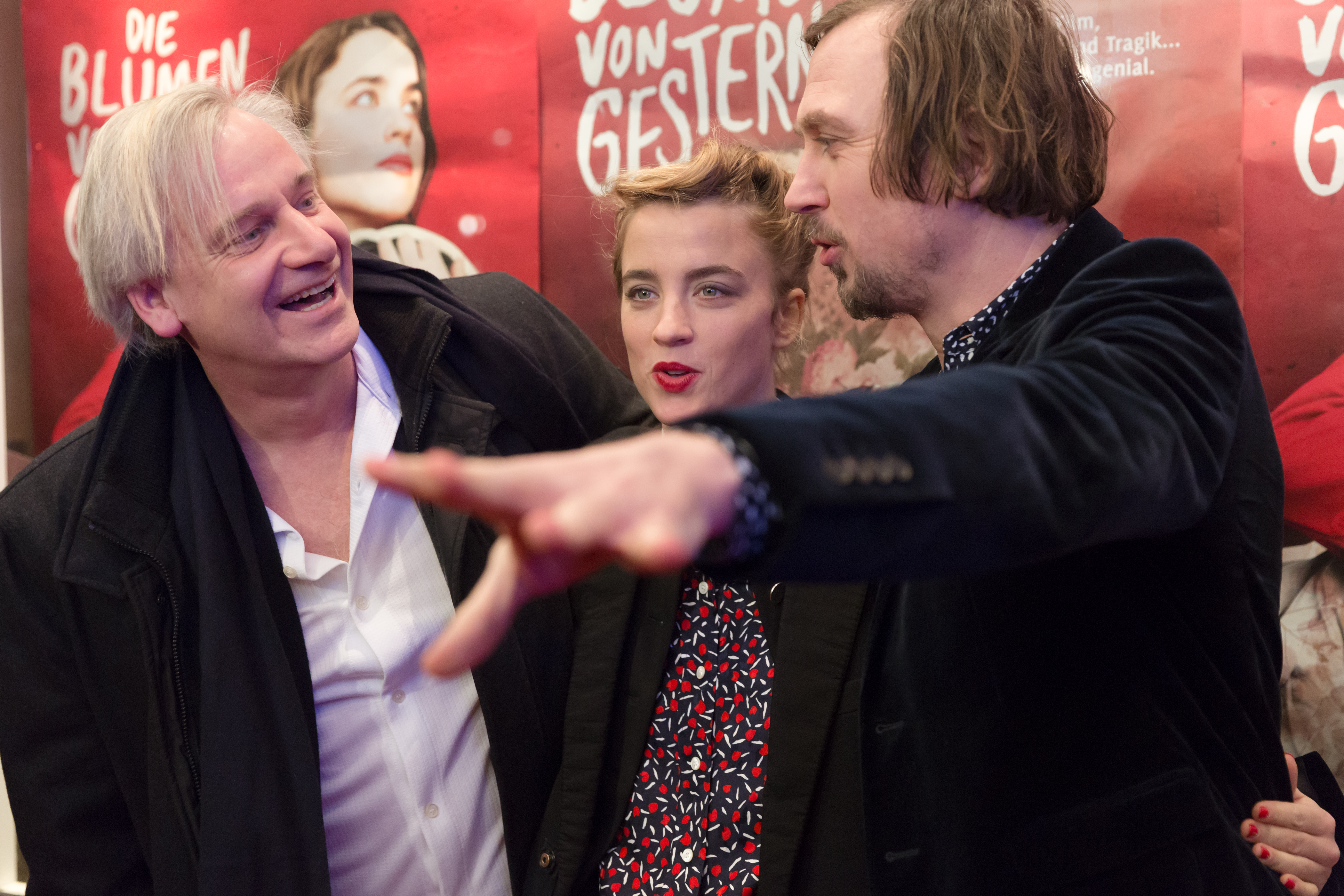
Премьера фильма Вчерашний расцвет

| Актёр           | Персонаж         |
| --------------- | ---------------- |
| Ларс Айдингер   | Тотила           |
| Адель Анель     | Зази Линдо       |
| Ян Йозеф Лиферс | Бальтазар Томас  |
| Хоппе Рольф     | профессор Норкус |

## История создания
В течение шестнадцати лет Крис Краус занимался своей семейной историей. Он узнал, что его дед был членом SS Einsatzgruppe и участвовал в убийстве многих евреев. В своих архивных поисках он смог встретиться с потомками жертв Холокоста, которые исследовали судьбу своих родственников. Это привело его к основной идее фильма. Он решил осветить тему Холокоста с точки зрения третьего поколения.

## Производство
Съёмки фильма начались в апреле 2015 года и проходили до конца июня 2015 года в Штутгарте, Берлине, Венеции и Риге. Нью-йоркская сцена в конце фильма была снята в Берлине.

## Принятие
Фильм получил Гран-при и приз зрительских симпатий на Токийском международном кинофестивале в 2016 году, а затем получил ряд наград и номинаций. Переплетение темы Холокоста с юмором вызвало в прессе как одобрительные отзывы, так и споры. По словам Маттиаса Делла (Spiegel), немецкие фильмы давно не снимались так, как этот. Джессика Кианг (Variety) подытожила полярные позиции следующим образом: «"Цветы прошлого" — это как родео настроений и жанров, что приводит к разочарованию и удивительному веселью». По последним данным, сделаным 20 июля 2017 года, этот фильм в Германии увидели 136 093 человека. Большинство из них смотрели его в кинотеатре.

## Награды и номинации
- 2013: Премия Томаса-Стритматер-сценариста MFG Filmförderung Баден-Вюртемберг[7]
- 2016: Гран-при Токио — 29-й Токийский международный кинофестиваль[8]
- 2016: WOWOW приз зрительских симпатий — 29-й Токийский международный кинофестиваль[8]
- 2016: Премия «Баден-Вюртемберг» в номинации «Лучший художественный фильм»[9]
- 2017: Немецкая кинопремия:[10]
- Лучшая номинация на фильм
- Лучший актёр (Ларс Эйдингер) — номинация
- Лучшая женская роль — номинация
- Лучший режиссёр (Крис Краус) — номинация
- Лучший сценарий — номинация
- Лучшие костюмы (Gioia Raspé) — номинация
- Лучший визуальный дизайн (Silke Buhr) — номинация
- Лучший дизайн изображения (Sonja Rom) — номинация
- 2017: «Лучший художественный фильм» — 3-й Московский еврейский кинофестиваль
- 2017: Премия кинофильма «Гильда» в номинации «Лучший национальный фильм года кино» в фильме «Киноконцерн Лейпциг»[11]
- 2017: Премия немецких актёров[12]